# Luctuosissimi eventus
Luctuosissimi eventus, emitido em 28 de outubro de 1956, é uma encíclica do papa Pio XII, pedindo orações públicas por paz e liberdade para o povo da Hungria. 
O Papa está "profundamente comovido com os acontecimentos tristes que ocorreram no povo da Europa Oriental e, especialmente, de nossa amada Hungria, que agora está encharcada de sangue por um massacre chocante. E não apenas nosso coração se move, mas também o coração de todos os homens que apreciam os direitos da sociedade civil, a dignidade do homem e a liberdade que é devida aos indivíduos e às nações".
Ele apela à oração pública, ao fim do massacre, à paz e à liberdade. Ele indica que a violência não criará uma ordem duradoura e a liberdade nunca poderá ser extinta pela força externa. O papa recorda sua visita a Budapeste, onde participou de um congresso eucarístico internacional como representante pessoal do papa Pio XI. Ele tem certeza de que a mesma fé e amor a Deus ainda inspiram os corações do povo húngaro, mesmo que os defensores do comunismo ateu tentem com todos os meios possíveis despojar suas mentes da religião de seus antepassados. Ele pede a todos os cristãos verdadeiros do mundo inteiro que se juntem à oração com seus irmãos húngaros oprimidos. Ele pede especialmente às crianças em todo o mundo uma cruzada de oração. 
- - Não temos dúvidas de que os cristãos em toda a parte, nas cidades, vilas e aldeias, onde quer que a luz do Evangelho brilhe, e especialmente rapazes e moças, responderão de bom grado às Nossas súplicas, às quais serão acrescentadas as vossas.[2]

O Papa Pio XII está convencido de que através da oração uma revolução pacífica na Europa Oriental acontecerá, não apenas para o "povo húngaro que é torturado por um sofrimento tão grande e encharcado de tanto sangue", mas para todos os povos da Europa Oriental que são privados de liberdade religiosa e civil. Eles serão capazes, com a inspiração e a ajuda de Deus, que é procurada em tantas orações, e através da intercessão da Virgem Maria, resolver esses problemas pacificamente na justiça e na ordem correta, com o devido respeito pelos direitos de "Deus e Jesus Cristo, nosso rei".

## 2
1. ↑  Luctuosissimi eventus, 1
2. ↑  Luctuosissimi eventus, 7
3. ↑  Luctuosissimi eventus, 8